# Émile Leipp
Émile Leipp, né le 4 décembre 1913 à Sainte-Marie-aux-Mines et mort le 5 janvier 1986 à Paris, est un physicien et acousticien français. 

## Biographie
Directeur de recherche au CNRS, chargé de cours au Conservatoire national supérieur de musique de Paris, il a fondé et dirigé le Laboratoire d'Acoustique musicale (LAM) de l'Université de Jussieu - Paris VI (mécanique) en 1963. Il a su allier approche pratique, démarche expérimentale et théorisation scientifique.
Au LAM, il travaille avec Michèle Castellengo et Jean-Sylvain Liénard, notamment sur le fonctionnement et la spectrographie des instruments de musique, sur le bruit et sur la parole, associé à l'emploi de sonagramme (diagramme fréquence/amplitude/temps).
On lui doit notamment le Test de perception Fréquentielle et Temporelle (TFT), l'icophone, l'orgue expérimental Cantor, l'Intégrateur de Densité Spectrale (IDS) et de nombreux écrits (livres, articles) sur l'audition, l'écoute, la facture d'instruments, etc.
Il est considéré comme l'un des pères de l'acoustique musicale et ses travaux de psychoacoustique continuent d'être cités comme références.
Il fut également facteur d'instruments à cordes et produisit des violons et altos.
Il entretenait des relations étroites avec Abraham Moles.
Il est invité d'honneur de l'Oulipo en 1973.
En 1982, il quitte le LAM.

## Travaux plus spécialisés
- L'emploi du sonagraphe dans la détermination de la qualité des instruments à cordes, avec Abraham Moles, Annales télec. Volume 14, Issue 5-6, Mai/juin 1959[6].
- Méthode objective d'appréciation des qualités d'un instrument de musique, C.R. ICA (Stuttgart 1959) Congrès International d'Acoustique.
- Objektive Bestimmung der Klangqualität bei einem Saiteninstrument Elektronische Rundschau, Berlin (1960).
- Les paramètres sensibles des instruments à cordes, thèse de doctorat de l'Université de Paris en sciences physiques, Bibl. Sorbonne, Paris (1960).
- Aktuelle Probleme des experimentellen Geigenbaues, Gravesaner Blätter no 19-20, Gravesano (1960).
- De l'acoustique des instruments à cordes, Annales Télec. T.15, no 5-6 (1962).
- Évaluation globale d'une chaîne haute-fidélité par analyse d'ordre proche et lointain, Journées d'Étude du Festival International du Son de Paris, Ed. Jacob, Paris (1977).

### Voir également
- Acoustique musicale